# アルジェリア航空5017便墜落事故
アルジェリア航空5017便墜落事故（アルジェリアこうくう5017びんついらくじこ）は、2014年7月24日に発生した航空事故である。ワガドゥグー空港発ウアリ・ブーメディアン空港行きだったアルジェリア航空5017便（マクドネル・ダグラスMD-83）が、離陸後約50分でレーダーから消失した。乗員乗客116人全員が死亡した。
2016年4月、フランス航空事故調査局（BEA）は、機体が自動操縦で巡航中に着氷が生じたため、エンジンの推力が低下し高高度で失速したと結論付けた。パイロットは機体を立て直せず、地表に激突した。BEAは、アルジェリア航空と連邦航空局、 ブルキナファソとマリ両政府にいくつかの勧告を出した。

## 事故機

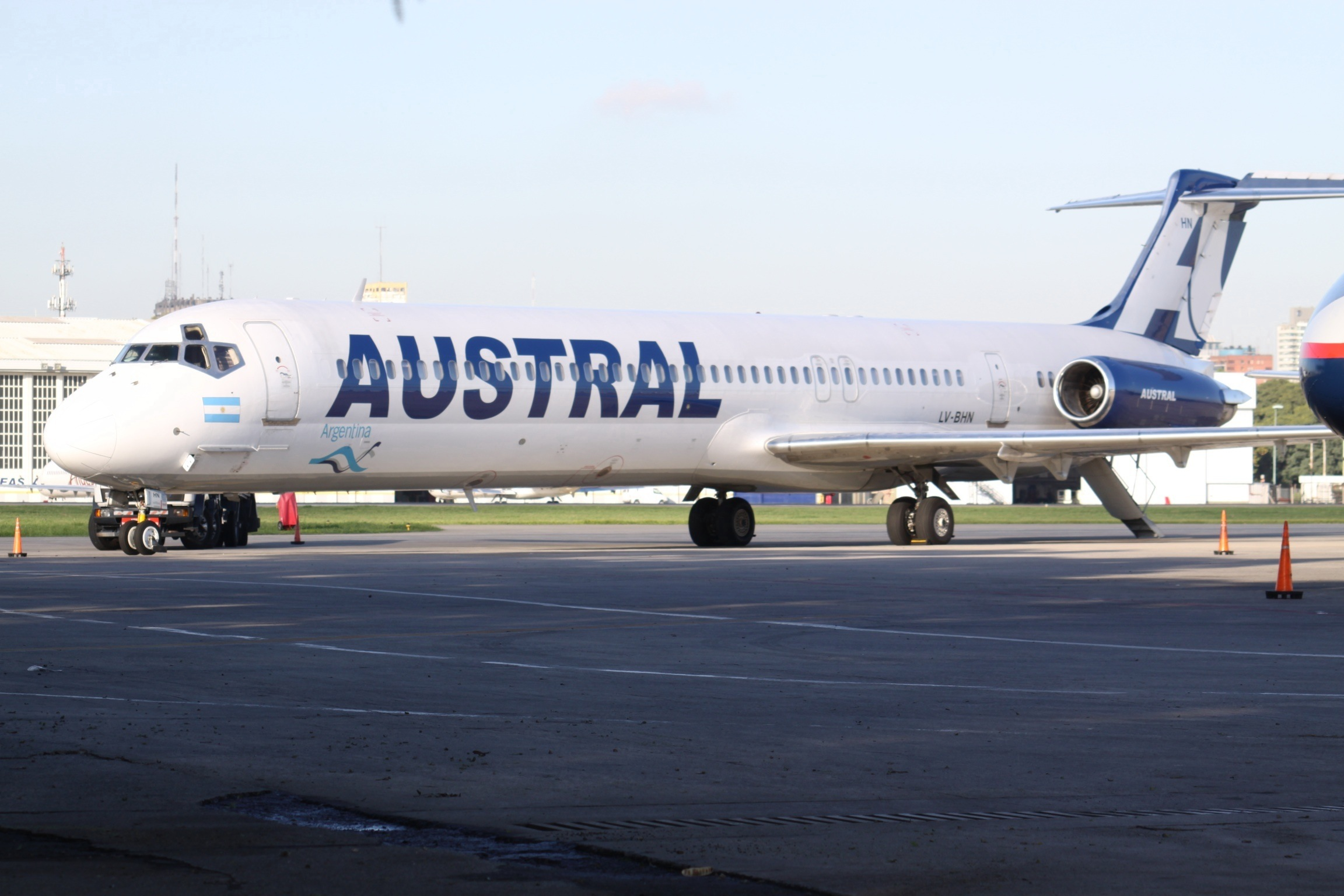
2008年3月にアウストラル航空での運用中に撮影された事故機

事故機のマクドネル・ダグラス MD-83（EC-LTV）は、製造番号53190、ライン番号2148として製造され、1996年6月に初飛行を行っていた。2基のプラット・アンド・ホイットニー JT8Dエンジンを搭載しており、事故当時の機齢は18年だった。
1996年に製造されて以来、複数の航空会社に渡った後、2012年にスペインのチャーター便運行会社のスウィフトエアが購入した。2014年6月から夏の間、アルジェリア航空にウェットリースされていた。
墜落時までに32,000サイクルを経験していた。フランスの民間航空総局の調査官は、事故機は2-3日前にフランスで点検を受けており、良好な状態だったと述べた。

## 乗員乗客
| 国籍           | 人数 |
| -------------- | ---- |
| アルジェリア   | 6    |
| ベルギー       | 1    |
| ブルキナファソ | 28   |
| カメルーン     | 1    |
| カナダ         | 5    |
| エジプト       | 1    |
| フランス       | 52   |
| ドイツ         | 4    |
| レバノン       | 6    |
| ルクセンブルク | 2    |
| マリ           | 1    |
| ナイジェリア   | 1    |
| スペイン       | 6    |
| スイス         | 1    |
| イギリス       | 1    |
| 合計           | 116  |

事故機には110人の乗客が搭乗していた。52人がフランス人であり、内33人がアフリカとマリに駐在するフランスの軍人であった。また、セネガルとブルキナファソで実業家として活動していたヒズボラの指導者も搭乗していた。その他、ブルキナファソ、レバノン、アルジェリア、スペイン、カナダ、ドイツ、ルクセンブルクの人々が含まれていた。アルジェリア航空カラ・テルキ（Kara Terki）は、搭乗者はいずれもヨーロッパ、中東、カナダへ向かっていたと発表した。6人の乗員は全員スペイン人だった。。乗客の中には二重国籍を持つ人々が多かった。アビジャンのレバノン大使館は、少なくとも20人のレバノン人は二重国籍を持っていたと推定した。1人のチリ人乗客は、フランス国籍を持っていた。

## 事故の経緯
5017便は、ワガドゥグー空港を現地時間1時15分（UTC）に離陸した。目的地のウアリ・ブーメディアン空港には現地時間5時10分（4時10分UTC）に到着予定であった。
離陸から22分後、機体は高度31,000フィート (9,400 m)に到達し、280ノット (520 km/h)で巡航を開始した。約2分後に対気速度が低下し始め、200ノット (370 km/h)まで減速したが、高度は維持された。数分後、機体は降下し始め対気速度は160ノット (300 km/h)まで低下した。その後、機体は左旋回を開始し急速に高度を失っていった。フライトデータレコーダーは、1時47分で記録を停止し、最終的なデータは高度1,600フィート (490 m)、速度380ノット (700 km/h)であった。記録停止から数秒後に機体は海抜900フィート (270 m)の地表に激突した。 
7月28日、パイロットが悪天候を避けるため経路の変更を要求しその後、ワガドゥグー空港への引き返しを求めていたことが明らかになった。5017便が飛行していた付近はメソ対流系があり、それを避けるため機体は左へ経路を変更していた。衛星画像には、機体が地表に激突した際の閃光が捉えられていた。
当初、墜落地点についていくつか矛盾する情報があった。機体はマリ上空を通過し、ガオとテッサリトの間で消息を絶ったと報告された。フランス軍は、ガオとキダルの間にある砂漠地帯で残骸を発見したと報告した。フランスは、5017便の残骸を回収するため部隊を派遣した。マリの大統領であるイブラヒム・ブバカール・ケイタは、残骸が北部のアゲルホクとキダルの間にある砂漠で発見されたと話した。マリのティレミシでも残骸が発見されたとの報告もあり、アルジェリアとブルキナファソ、フランスの関係者がそれぞれ相反する情報を公表した。事故現場には追悼碑が建てられた。

## 捜索

### 捜索活動
事故機の残骸は、マリのゴシ南東で発見され、7月25日に国連のチームが派遣された。フランスのテレビ局が事故現場の画像を公開した。そこには、航空機とは判別できないような残骸が広がる荒野が写されていた。金属片はあったものの、機体の胴体や尾部、遺体などは認識できないほど断片になっていた。ニジェールに配備されていたフランス空軍のMQ-9 リーパーが残骸を発見し、フランス軍兵士が事故現場に最初に到着した。ブルキナファソのリュック＝アドルフ・ティアオ首相は事故現場の映像を見て、遺体の判別は難しいだろうと述べた。

### 反応
搭乗者の多くがフランス国民だったため事故から3日間、国をあげて追悼を行うと述べた。7月28日から3日間、全ての公共建築で半旗が掲げられた。アルジェリアでも3日間喪に服すと発表した。
ブルキナファソでは、2日間追悼の意を示した。半旗が掲げられ、全ての祝賀行事が中止された。国家安全保障大臣は遺族に対して、事故原因の解明に政府は出来る限りの協力をすると約束した。
2014年10月、アルジェリア航空は便名からAH5016便とAH5017便を欠番とした。2015年7月24日、墜落から1年後に、通夜と追悼式典がワガドゥグーで行われた。遺族は、花と蝋燭を墓地に置き、身元不明の遺体はマリの首都であるバマコに埋葬された。

## 事故調査
事故調査はマリの事故調査委員会委員長指導のもと行われ、フランス航空事故調査局（BEA）も技術支援を行った。
7月27日、事故現場にBEAの調査官が到着した。ブラックボックスは2つとも回収され、フライトデータレコーダー（FDR）の解析が行われた。一方、コックピットボイスレコーダー（CVR）は事故の衝撃とは無関係な故障により磁気テープへの記録が行われていなかった。そのため、管制記録などの調査が優先された。
8月7日、BEAはパリの本部で会見を行った。会見では、調査チームの構成（「航空機」、「飛行装置」、「運航」の3つ）を説明し、短い事故経過の説明と再現した飛行経路を公開した。また、9月中旬に中間報告書が発表される予定だと明かした。会見の後、航空専門家のGérard Feldzerはフランスのテレビ局であるBFM TVの取材に対して、FDRの記録を見る限り機体が悪天候により失速した可能性が高いと述べた。
9月20日、BEAは中間報告書を発表した。報告書では、FDRのデータおよびCVRにデータが記録されなかった理由を説明していた。CVRはコックピット内の音声を収集していたが、32分間のテープに上書きを行っていなかった。音声については、管制官との交信が記録されている可能性があるものの、CVR以外に録音がされていなければコックピット内での会話の特定は難しいと述べられていた。
2015年4月2日、高度31,000フィート (9,400 m)を飛行中、両エンジンの圧力比が不規則かつ誤った数値を示していたことが判明した。この値は、エンジン吸気口の圧力センサーからのデータに基づいていた。誤った数値を示したのは、センサーが着氷により塞がれたためだと考えられた。BEAは、入手可能なデータの分析から、事故機のパイロットが除氷装置を作動させておらず、上昇時や巡航時に着氷が発生したと結論付けた。誤った数値により、自動操縦は推力を抑えた。そのため対気速度が低下していったが、高度を維持するために、自動操縦は迎角を徐々に大きくさせていき、機体は失速した。最初の失速から20秒後、自動操縦が解除され機体は左に急傾斜し、反転しながら急降下した。BEAは、記録されたデータによるとパイロットは失速からの回復操作を行わなかったが、機首上げと右へのロール操作を試みていたようだと述べた。

### 以前の不具合
BEAは、MD-82とMD-83で同様のインシデントが起きていたことを明らかにした。2件とも、パイロットが対気速度の低下に気付き、操縦不能に陥る前に対処し、事なきを得た。
2002年6月4日、デンバー国際空港からフォートローダーデール・ハリウッド国際空港へ向かっていたスピリット航空970便（MD-82/N823NK）が高度33,000フィート (10,000 m)を飛行中、トラブルが発生した。両エンジンが突如として推力が低下した。失速警報が作動し、パイロットは自動操縦を解除した。また、右エンジンの温度が上昇したため、パイロットはエンジンを停止させた。その後、エンジンの再始動を試み、17,000フィート (5,200 m)付近で右エンジンは始動した。左エンジンの推力も自然に回復した。推力回復後、970便はウィチタ・ドワイト・D・アイゼンハワー国際空港へダイバートした。
970便のパイロットは、防氷装置を作動させておらず、エンジンの圧力センサーが氷で覆われた。そのため、エンジン圧力比（EPR）が実際よりも大きく表示された。オートスロットルは誤った情報に基づき推力を下げたことが失速に繋がった。
もう一件は、事故のおよそ1ヶ月前にスウィフトエアが起こしたものだった。パイロットは対気速度の低下に気付き、適切な対処をした。

### 整備記録
BEAは、事故機に技術的な欠陥があり、いくつかがEPRシステムに関していることを突き止めた。また、2013年7月21日に、オートスロットルに断続的な障害が発生したため、第2エンジンのEPR送信器が交換されていたことを明らかにした。更に、2013年10月19日には、第1エンジンのEPRインジケーターが表示不良を起こしたため、ディスプレイが交換されていた。2014年3月2日、オートスロットル・アクチュエータが交換された。再始動中に「EPR LH」の警告が表示されたため、左側のEPR送信器も交換された。2014年6月27日には、離陸滑走中にエンジンがサージングを起こしたため、およそ80ノット (150 km/h)で離陸が中止された。これにより、第1エンジンが交換されていた(pp20–21)。

### FDR分析による事故の詳細
パイロット達は、ワガドゥグーからアルジェへ飛行するための準備を整えており、飛行空域の天候も把握していたと考えられた。彼らは1時間半近く早くアルジェに到着しており、付近の地域の天候も知っていた。従ってパイロット達は、アルジェへの飛行経路では乱気流と着氷が発生する可能性を知っていた。そして、現地時間1時間15分にワガドゥグーを離陸した。初期上昇では異常は見られなかった(pp14, 116)。
離陸の13分後、5017便は21,500フィート (6,600 m)付近を上昇しており、付近の嵐を避けるために航路を左に逸脱した。パイロットはこれをワガドゥグー管制に報告した。しかし、暴風雨について知っていたにもかかわらず、防氷装置は作動させていなかった。事故当時に飛行していた付近の気温は、着氷が十分発生し得る温度で、手順に従えば防氷装置を作動させるはずだった。着氷条件下を飛行していたが、機体に着氷はまだしていなかったようだった。パイロット達は、着氷の兆候などが見られず、乱気流にも遭遇していなかったため、防氷装置を作動させる必要は無いと考えた可能性がある(pp116–117)。
現地時間1時37分に、機体は水平飛行へ移った。パイロットは自動操縦とオートスロットルを操作した。水平飛行に移ったことにより、対気速度が上がったため、オートスロットルを巡航推力モードにした。その直後に、EPRの値が不正確になり始めた。オートスロットルは、誤ったEPRの値に基づいて、推力を調整した。設定された推力は、水平飛行を保つために必要な量を下回っており、機体は徐々に減速していった。1分ほどの間、左右のEPRの差が大きくなっていき、0.2-0.3付近で安定した。また、自動操縦は3回MACH ATLモードになった(pp117–118)。
右エンジンの異常から55秒後、左エンジンのEPRの値も不正確になり、増加し始めた。これにより、パイロットは異常事態が起きていることに気づいた。5秒後、エンジン出力が下げられ、EPRの増加が止まった。出力の減少は、パイロットがオートスロットルの目標速度を下げたか、スロットルを手動で動かしたかのどちらかと推測された。エンジンに異常が起きているのを認識したにもかかわらず、速度が十分あったため、パイロットはエンジンの防氷装置を作動させなかった。彼らは、エンジンの圧力センサーが氷によって塞がれ、表示が不正確になっていることに気づかなかった(pp117–118)。
誤った左エンジンEPR値が限界に達するまで出力は上昇した。それでも必要な推力より少なかったため、速度は依然として減速した。左右のEPR差は通常に近い値になり、回転数も通常より僅かに低いだけだった。そのため、パイロットはEPRと回転数の不一致に気づかなかった。また、パイロットは2つの値を比較するために必要な書類を持っておらず、そのような対処法も訓練されていなかった。更に、付近の暴風雨を避け、管制官と交信する必要があったため、仕事量が多く多忙だった(pp117–118)。
5017便の対気速度は、失速間際の210ノット (390 km/h)まで低下した。マッハ計は垂直に近く、パイロットは機体を降下させるべきだった。しかし、彼らはスラストレバーを操作しただけだった。この対処は、EPRに異常がある場合としては適切だった。だが、失速寸前の機体を回復するには不十分だった。パイロットはEPRに異常があることに気付き、速度203ノット (376 km/h)の時点でオートスロットルを解除した。その後、SPEED LOWの警告がコックピット内で表示された。しかし、パイロットは管制官と交信を行っていたため、即時の対処は行わなかった(pp118–119)。
速度が200ノット (370 km/h)まで低下し、スティックシェイカーが起動した、3秒後には失速警報も作動した。機長席側ではSTALLの警報だけが作動し、副操縦士席側ではその他の警報も作動していた。この場合、パイロットは自動操縦を解除し、失速からの回復手順を実行すべきだった。しかし、どちらの対処もしておらず、機体が失速していることに気づいていない様子だった(pp118–119)。
高度を維持するために、自動操縦は水平尾翼と昇降舵のトリムを機首上げ位置に動かした。これにより、失速迎角の13度を上回る機首上げが発生し、STABILIZER MOTIONの警報が発せられた。機体の急上昇により、エンジンがサージングした。その後、エンジンはアイドルまで下げられており、パイロットがサージングに気づいて対処したと考えられた(pp119–122)。
スティックシェイカーの作動から25秒後に自動操縦が解除されるまで、パイロットがスロットル以外を操作した形跡はなかった。速度は162ノット (300 km/h)で、毎分1,150フィート (350 m)の降下率で落下していた。機体は左に傾斜しており、迎角は下がっていた。パイロットは機体を水平にするため、右へのロールを試みており、更に失速回避に必要な操作とは逆の機首上げ操作を行っており、これは5017便が地面に激突するまで続けられた(pp119–122)。

### 最終報告
2016年4月22日、BEAは5017便の墜落原因を以下のように結論付けた。
自動操縦によって維持されていた対気速度は、エンジンの圧力センサーが着氷により塞がれたため、低下したと考えられる。その後、機体は傾斜したまま地面に向かって落下していった。最終的に、機体は右に傾いた状態で地面に高速で激突した(p125)。
また、要因として
- 防氷装置を作動させなかったこと。
- 第2エンジンの圧力センサーが着氷により塞がれ、高度維持に必要な推力よりが得られていなかったこと。
- 速度の低下や、EPRの異常に対するパイロットの反応が遅かったこと。彼らは、悪天候の回避や管制官との交信に時間を多く使っていた。
- スティックシェイカーやサージングに対する適切な対処をとらなかったこと。
- 失速状態からの回復手順を実行しなかったこと。

等が挙げられた(pp125–126)。
BEAは20近くの勧告を出し、いくつかはウエスト・カリビアン航空708便墜落事故やエールフランス447便墜落事故、スピリット航空970便のインシデント等の過去の失速事例について言及された。
また、捜索救助活動やCVR等に基づいて、連邦航空局へ着氷に関する緊急の推奨が成された(pp127–131)。